# 6 Maneras de morir
6 Maneras de morir (título original: 6 Ways to Die) es una película estadounidense de suspenso, misterio y crimen de 2015, dirigida y escrita por Nadeem Soumah, musicalizada por Kurt Oldman y los protagonistas son Vinnie Jones, Vivica A. Fox y Dominique Swain, entre otros. El filme fue producido por Formula Features y se estrenó el 31 de julio de 2015.

## Sinopsis
John Doe, un hombre enigmático, tiene como objetivo quitarle seis cosas al mayor narcotraficante de Estados Unidos, Sunny "Sundown" García: su libertad, su amor, su prestigio, su posesión más valiosa, su plata y su vida.